# Aldwark (Derbyshire)
Pour les articles homonymes, voir Aldwark.
Aldwark est une paroisse civile et un village du Derbyshire, en Angleterre.